# エドナ・パーヴァイアンス
エドナ・パーヴァイアンス（Edna Purviance, 1895年10月21日 - 1958年1月11日）は、アメリカ合衆国のサイレント映画期の映画女優。チャーリー・チャップリンの映画で、相手役を多く務め、8年間に彼の作品の30本以上に出演した。
なお、かつてPurvianceの日本語表記は「パーヴィアンス」が多く使われていたが、本来の英語の発音では、/i/ の部分にアクセントを付けて発音されるため、近年では原語の発音に近い「パーヴァイアンス」と表記されるようになった。

## 生い立ち
エドナ・パーヴァイアンスはネバダ州パラダイス・ヴァレーにおいて、父ルイス・パーヴァイアンス  (Louis Purviance) と、母マディソン・ゲーツ・パーヴァイアンス (Madison Gates Purviance) の間に生まれた。エドナが3歳の時、一家はネバダ州ラヴロックに移り、そこでホテルを経営していた。1902年に両親が離婚、母はドイツ人の鉛管工と再婚した。エドナは1913年にラヴロックを離れ、サンフランシスコの商業学校に入学した。

## 女優としてのキャリア
1915年、チャップリンはエッサネイ社と契約し、カリフォルニア州ナイルズ（現フリーモント市）の撮影所で2作目の映画『アルコール夜通し転宅』(A Night Out)を撮影していた。チャップリンはその作品のヒロインとなる女優を探していたところ、スタッフの一人がエドナを紹介する。チャップリンはエドナと面会し、初印象を「可愛いなどという程度ではなく、まったく美しかった」と語っている。だが、チャップリンはエドナが「喜劇には不向きである」と感じた。しかし、結局エドナはその役を射止め、チャップリン映画の主演女優として、それ以降ほとんどすべての作品で共演することとなる。

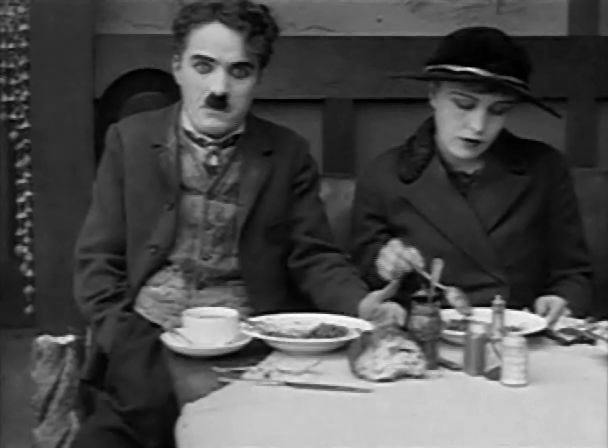
チャップリンとエドナ・パーヴァイアンス（1917年『チャップリンの移民』）

チャップリンとエドナは、1915年から1917年の間、公私共々恋愛関係にあった。エドナが出演したチャップリン映画は34本に及び、その中には1921年封切りの『キッド』のような古典的名作も含まれる。エドナが出演した最後のチャップリン作品は1923年の『巴里の女性』で、彼女の初主演作でもあった。その後、エドナはもう2本の映画に出演している。1つは1926年作、チャップリンがプロデューサーになり、ジョセフ・フォン・スタンバーグが監督した『かもめ』 (The Sea Gull)（またの題名を『海の女性』(A Woman of the Sea)） で、エドナは再び主演を務めた。しかし、この作品は一度も公開されることなく、現在ではネガも現存していないとされる。次にエドナが出演し、彼女の最後の出演作となったのは、1927年公開のフランス映画、『王子教育』(Éducation de Prince)。この作品を最後にエドナは女優業を引退するが、チャップリンは彼女が亡くなるまで「チャップリン・スタジオの専属女優」として週に150ドル、出演料の支払いを続けた。

## 私生活
エドナは、チャップリンの映画に出演していたある時期まで、彼と恋愛感情にあったものの、1938年には航空機のパイロットと結ばれた。結婚生活は1945年にその男性が死去するまで続いたが、チャップリンからの出演料の支払いも彼女が亡くなるまで続けられた。エドナは、晩年に、「必要な医療ケアを受けることが出来たのはチャップリンのお陰です」と彼に感謝していた。また、チャップリンは自伝の中でエドナを一貫して高く評価している。
1953年、ハリウッドを訪れた淀川長治が、長年チャップリンの秘書をしていた高野虎市の取り持ちで、エドナの自宅を訪問している。淀川がチャップリンのことをあれこれ訊ねると、エドナは涙を流し「私は、あの人の映画以外には出ない。あの人と映画に出たことは一生の思い出です」と語った。
1958年1月13日、癌により62歳で死去。遺体はカリフォルニア州グレンデールの墓地に埋葬された。

## まぼろしの出演
1946年、『殺人狂時代』の制作が始まった頃、チャップリンは相手役として再びエドナを登場させようとスタジオに招き、テストを行った。結局、このテストの結果にチャップリンは満足できず、その役は別の女優が演ずることとなった。しかしエドナが『殺人狂時代』と次の『ライムライト』にエキストラとして出演しているとの説がある。現在のところ、実際の撮影日誌などによる証拠は確認されていない。

## 出演作品

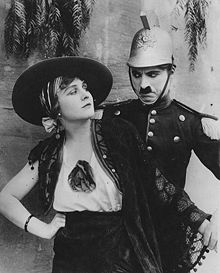
『チャップリンのカルメン』（1916）

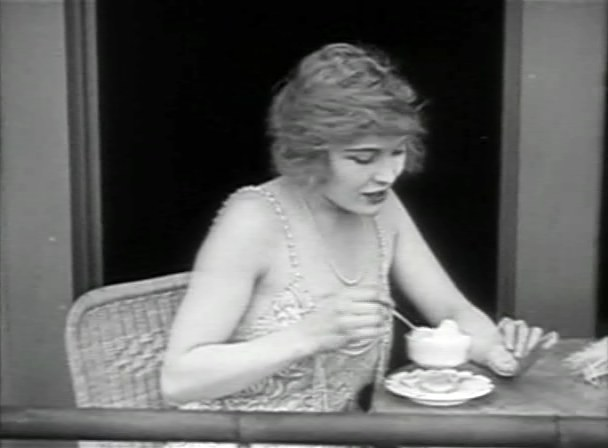
『チャップリンの冒険』（1917）

- 1915年『アルコール夜通し転宅』A Night Out
- 1915年『チャップリンの拳闘』The Champion
- 1915年『アルコール先生公園の巻』In the Park
- 1915年『チャップリンの駈落』A Jitney Elopement
- 1915年『チャップリンの失恋』The Tramp
- 1915年『アルコール先生海水浴の巻』By the Sea
- 1915年『チャップリンのお仕事』Work
- 1915年『チャップリンの女装』A Woman
- 1915年『チャップリンの掃除番』The Bank
- 1915年『チャップリンの船乗り生活』Shanghaied
- 1915年『チャップリンの寄席見物』A Night in the Show
- 1916年『チャップリンのカルメン』Burlesque on Carmen
- 1916年『チャップリンの悔悟』Police
- 1916年『チャップリンの替玉』The Floorwalker
- 1916年『チャップリンの消防夫』The Fireman
- 1916年『チャップリンの放浪者』The Vagabond
- 1916年『チャップリンの伯爵』The Count
- 1916年『チャップリンの番頭』The Pawnshop
- 1916年『チャップリンの舞台裏』Behind the Screen
- 1916年『チャップリンのスケート』The Rink
- 1917年『チャップリンの勇敢』Easy Street
- 1917年『チャップリンの霊泉』The Cure
- 1917年『チャップリンの移民』The Immigrant
- 1917年『チャップリンの冒険』The Adventurer
- 1918年『三つ巴事件』Triple Trouble（『チャップリンの悔悟』の一部分や未完成の作品『生活』(Life) などを再編集した作品。チャップリンは自分の作品と認めていない）
- 1918年『犬の生活』A Dog's Life
- 1918年『公債』The Bond
- 1918年『担へ銃』Shoulder Arms
- 1919年『サニーサイド』Sunnyside
- 1919年『一日の行楽』A Day's Pleasure
- 1921年『キッド』The Kid
- 1921年『のらくら』The Idle Class
- 1922年『給料日』Pay Day
- 1923年『偽牧師』The Pilgrim
- 1923年『巴里の女性』A Woman of Paris（主演）
- 1926年『海の女性』 A Woman of the Sea（別題名『かもめ』(The Sea Gull)、主演、未公開）
- 1927年『王子教育』Éducation de Prince